# Iamus (電腦)

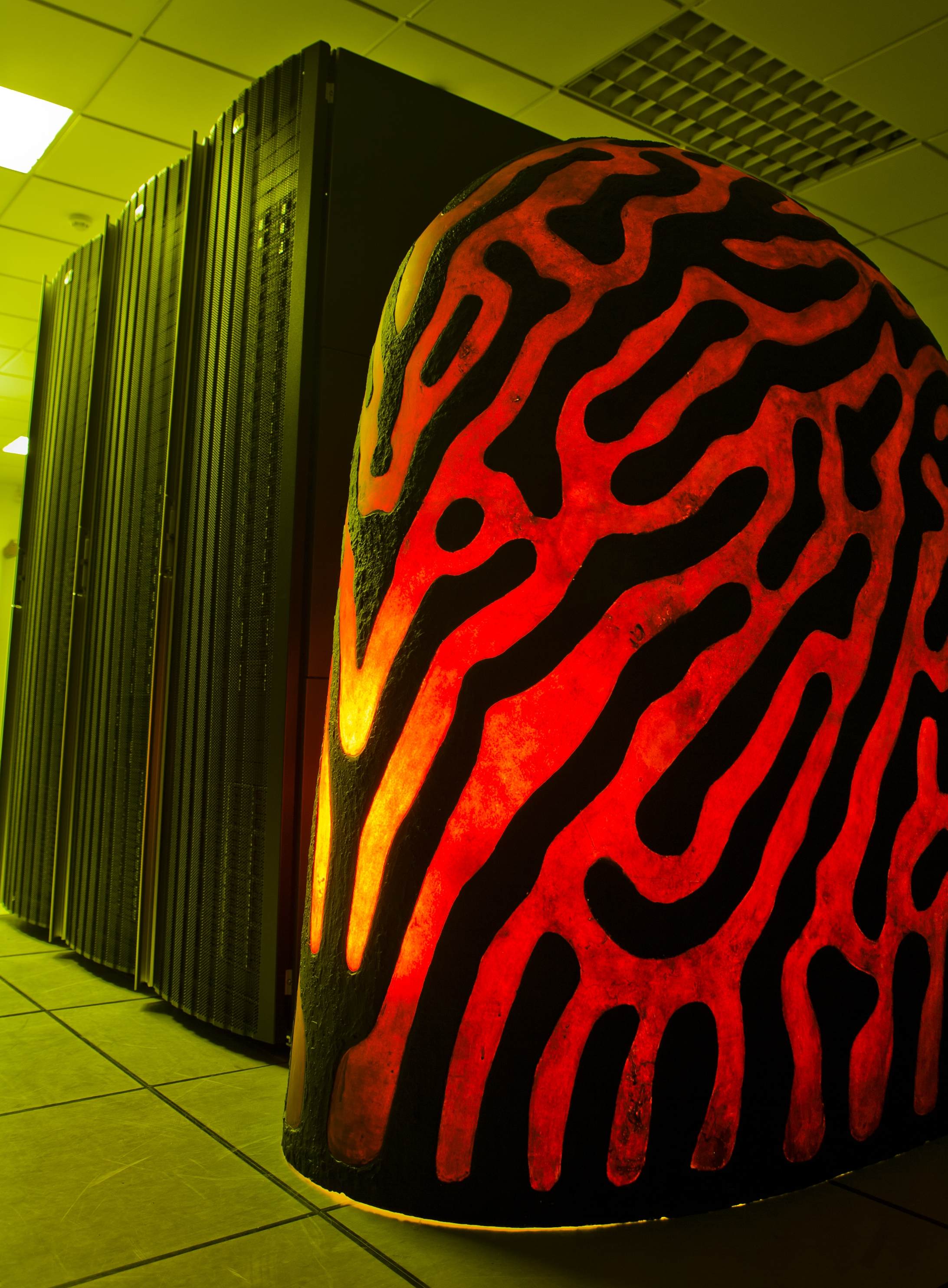
Iamus主機外貌

Iamus是位於馬拉加大學的電腦叢集（一個裝在制定外殼中的半型機櫃）。由Melomics的技術提供支持，Iamus的合成模塊需要8分鐘來完整創建不同音樂格式，儘管整個系統可以在不到一秒（平均）的時間內獲得本機表示。其僅能創作完整的當代古典音樂作品。

## 創作
《Opus one》創建於2010年10月15日，是由Iamus電腦以自己的風格創作的第一個專業當代古典音樂片段（而不是試圖模仿現有作曲家的風格，例如：大衛·科備）。
《Hello World!》是Iamus電腦創作的第一部完整作品，於2011年10月15日（創作《Opus one》後一年）首播。
Iamus的四部作品於2012年7月2日首播，並由馬拉加大學計算機科學學院直播，作為艾倫·圖靈年活動的一部分。此次活動演出後，倫敦交響樂團將其錄製，創作了專輯《Iamus》，《新科學人》報導稱這是第一張「完全由電腦作曲並由人類音樂家錄製的完整專輯」。

## 評論
評論音樂的真實性，舊金山觀察家報的古典音樂評論家斯蒂芬·斯莫利亞爾（Stephen Smoliar）評論說：「主要是讓表演者參與音樂本身的行為，以及觀眾如何回應那些表演者所做的事情......。關於Iamus所產生的文件最有趣的是表演音樂家挑戰他們創造才能的能力。」

## 外部連結
- Melomics Homepage（页面存档备份，存于）
- Melomics page at University of Malaga (Spain)
- Iamus' Nasciturus, performed by Gustavo Diaz-Jerez and Sviatoslav Belonogov（页面存档备份，存于）
- London Symphony Orchestra records Transitos II for Iamus self-titled album（页面存档备份，存于）
- 30 Minute Concert of Iamus' work, in four parts（页面存档备份，存于）
- BBC 'Click' coverage on Iamus' Composing Style（页面存档备份，存于）
- Time Magazine "Finally, a computer which writes classical music without human help"（页面存档备份，存于）
- Melomics Records Youtube Channel（页面存档备份，存于）